# 중부태평양방면함대
중부태평양방면함대(中部太平洋方面艦隊 츄부타이헤이요호멘칸타이[*], 영어: Central Pacific Area Fleet)는 일본 제국 해군의 태평양 전쟁 당시 4개월간의 짦은 기간 동안 중앙태평양 지역을 관할하기 위해 운용했었던 방면함대이다.

## 역사
마셜 제도와 캐롤라인 제도로 진주하는 미국군을 막기 위해 1944년 3월 4일에 중부태평양방면함대가 창설되었다. 태평양 관할부대인 제4함대와 제14항공함대과 잔존병력을 끌어모아 편성하였다. 제14항공함대 사령장관인 나구모 주이치 중장이 중부태평양방면함대 사령장관을 겸임하였다.
4월 2일에 집행된 아호 작전으로 제14항공함대의 항공기가 모두 제1항공함대로 넘겨지면서 전력을 사실상을 모두 잃었다. 부대는 육군 제31군과 함께 사이판 전투에 대비하여 사이판에 사령부를 두고 육상부대로서 싸웠으나 전멸하였고, 나구모 주이치 중장은 7월 9일에 자결하였다. 지휘부를 잃은 제4함대와 잔존부대는 연합함대로 전속하였다.

## 조직

### 지휘부
사령장관
1. 중장 나구모 주이치; 1944년 3월 4일 ~ 7월 8일, 자결 및 사후 대장으로 진급.

참모장
1. 소장 야노 히데오 †; 1944년 3월 4일 ~ 7월 8일, 전사 및 사후 중장으로 진급.

### 전투 서열

#### 1944년 3월 4일
- 제4함대
- 제14항공함대
- 직속
  - 제5특별근거지대 - 사이판
  - 제30설상대 - 팔라우
- 배속
  - 이스즈
  - 제23어뢰정대
  - 제59, 60, 82, 83, 91방공대
  - 제205, 214, 217, 218, 223, 233설상대

## 기록

### 소속
- 연합함대, 1944년 3월 4일

### 참전
- 태평양 전쟁
  - 마리아나·팔라우 제도 전역
    - 사이판 전투

## 참고
- D'Albas, Andrieu (1965). 《Death of a Navy: Japanese Naval Action in World War II》 (영어). Devin-Adair Pub. ISBN 0-8159-5302-X.
- Dull, Paul S. (1978). 《A Battle History of the Imperial Japanese Navy, 1941-1945》 (영어). Naval Institute Press. ISBN 0-87021-097-1.
- Goldberg, Harold J. (2007). 《D-day in the Pacific: The Battle of Saipan》 (영어). Indiana University Press. ISBN 0-253-34869-2.
- Rottman, Gordon; Gerrard, Howard (2004). 《Saipan & Tinian 1944: Piercing the Japanese Empire》 (영어). Osprey Publishing. ISBN 1-84176-804-9.